# محمد مواسي
محمد مواسي، مخرج سينمائي فلسطيني.

## أعماله
صوّر محمد مواسي واخرج العديد من الأفلام الوثائقية، وحصل أحدها على الجائزة الفضية لمهرجان الأفلام والبرامج الوثائقية في العام 1980. وقبل التحاقه بالمعهد العالي للسينما والتلفزيون في ألمانيا عمل كناقد سينمائي في الصحف اللبنانية كالسفير والنهار وغيرها.
تخرج في العام 1985 من المعهد العالي للسينما والتلفزيون في بوتسدام في ألمانيا، وعمل في المحطات التلفزيونية الألمانية إلى جانب عمله كمساعد مخرج في مسرح الدولة الألماني.وعاد إلى سوريا في التسعينات لتصوير فيلم «نشارة الذهب» الذي اخرجه كآخر عمل وثائقي عربي والفيلم يتحدث عن حياة الفنان التشكيلي عبد الحي مسلم الذي يستخدم نشارة الخشب في عمل لوحاته الفنية.
ويعيش محمد مواسي في برلين ويعمل في القطاع الإعلامي الألماني.

## روابط إضافية
الموقع الرسمي لمحمد مواسي